# La Creueta (Les Borges Blanques)
La Creueta és una creu de terme de les Borges Blanques (Garrigues), situada a la cruïlla de l'avinguda de Jaume I i l'avinguda de Mare de Déu de Montserrat.

## Història
Les Borges Blanques comptava amb diverses creus monumentals, totes elles destruïdes l'any 1936. Acabada la Guerra Civil espanyola, es va construir una nova creu, que es va enderrocar a finals dels anys 1970 per a construir-hi un bloc de pisos. Un veí la va rescatar juntament amb una part de la columna, i el 2016 la va retornar a l'Ajuntament, que la va reparar i col·locar prop de l'emplaçament original, juntament amb un banc i enjardinament dels voltants.